# 盧普沙鄉
45°56′N 25°18′E / 45.933°N 25.300°E
盧普沙鄉（羅馬尼亞語：Comuna Lupșa, Alba），是羅馬尼亞的鄉份，位於該國中部，由阿爾巴縣負責管轄，面積104平方公里，海拔高度568米，2011年人口3,052，人口密度每平方公里37人。